# 臺灣五葉松
臺灣五葉松（學名：Pinus morrisonicola）又名玉山松、短毛松、山松柏，是松科松属的植物，是臺灣的特有植物。分布于臺灣海拔300米至2300多米的地区，一般生于针阔混交林中，目前已由人工引种栽培。

## 形態描述
形態特徵：常綠大喬木，株高可達30公尺，樹幹常彎曲。壽命長。
花期花色：春季開花，淡黃色，不明顯。
果期果色：夏至秋季結果，毬果卵形或長橢圓狀倒卵形。
葉形質感：葉5針一束。疏葉針葉樹，質感細。
根系：中根植物。

## 别名
臺湾松（中国裸子植物志）、臺湾白松（经济植物手册）、臺湾五鬚松（植物分类学报）、短毛松（臺灣原生植物圖鑑）、玉山松、山松柏（台灣物種名錄）

## 栽种
有許多種品種，其中以南投縣埔里鎮五葉松樹型較為優美，常用於景觀造景。

## 扩展阅读
- 維基物種上的相關：台湾五叶松